# Mănăstirea Buciumeni din Fălticeni
Mănăstirea Buciumeni este o mănăstire ortodoxă din România, situată în municipiul Fălticeni (județul Suceava).